# Дашти-Рабат
Дашти-Рабат (дари دشت رباط) — кишлак на северо-востоке Афганистана, в вилаяте (провинции) Бадахшан. Входит в состав района Зебак.

## Географическое положение
Дашти-Рабат расположен на юго-востоке Бадахшана, в высокогорной местности, в левобережной части долины реки Санглич, на расстоянии приблизительно 94 километров к юго-востоку от города Файзабада, административного центра вилаята. Абсолютная высота — 2734 метра над уровнем моря. Ближайшие населённые пункты — кишлак Истич (ниже по течению Санглича), кишлак Фалахмадик (выше по течению Санглича).

## Население
Языком большинства населения Дашти-Рабата является сангличский, который относится к группе памирских языков.

## Экономика
Главной отраслью экономики является сельское хозяйство. Основные культуры, выращиваемые на окрестных полях — пшеница и кукуруза.